# ツリーハウスの森
ツリーハウスの森（ツリーハウスのもり）は、徳島県阿波市阿波町にある公園。

## 概要
阿波市阿波町の住民グループ「まちづくり未来会議」が整備している公園で、商業施設「アワーズ」の北側に隣接している。2000年（平成12年）より苗木を植えるなどの整備が開始され、2016年（平成28年）には2層構造のツリーハウスが完成した。公園はコキアの名所として知られるほか、定期的にマルシェが開催されている。
2020年（令和2年）12月には新たに「キッチンガーデン」と近隣住人からの寄付で集められた「森の図書館」が設置された。

## 施設
- ツリーハウス
- 森の図書館 - 近隣住民から不要になった絵本や小説を提供。入口にはスロープが設置されている。
- キッチンガーデン - 車いすに乗ったまま使えるよう設計されている。

## 交通
- JR徳島線「阿波山川駅」より車で約10分。
- 徳島自動車道「土成インターチェンジ」より車で約25分。